# Madonnan med garnnystanet
Madonnan med garnnystanet är en oljemålning som är attribuerad till den italienske renässanskonstnären Leonardo da Vinci. Den finns i flera versioner; den äldsta benämns också Buccleuchmadonnan och målades omkring 1501. Den följdes av Lansdownemadonnan omkring 1510 som sannolikt inte målades av Leonardo själv utan av konstnärer i hans verkstad.
"Madonnan med barnet" var ett vanligt konstmotiv under den italienska renässansen och Leonardo målade även Benoismadonnan, Madonnan i grottan, Littamadonnan och Madonnan med nejlikan. I denna målning sitter Jesusbarnet i Jungfru Marias knä och håller en korsformad härvel i sin hand som han betraktar, till synes medveten om sitt öde och framtida korsfästelse. 
Buccleuchmadonnan är troligen identisk med den tavla som beskrivs i ett brev 1501 som skickades till Isabella d'Este, markisinna av Mantua, från hennes utsända i Florens. Där står det att Leonardo målade den åt Florimond Robertet (1458–1527), en fransk diplomat i Italien. Leonardo var 1500–1506 bosatt i Florens där han bland annat målade Mona Lisa och påbörjade Anna själv tredje. Han var känd för att aldrig slutföra sina verk, och det är osäkert om målningen någonsin levererades till Robertet. Det är också omdiskuterat i vilken utsträckning Leonardo själv var inblandad i målningens utförande, men det är troligt att den övergripande strukturen, figurerna och klipporna i förgrunden är hans verk. Landskapet bakom har förmodligen målats av en annan konstnär. År 2003 stals målningen från Drumlanrig Castle, hertigen av Buccleuchs residens i Dumfriesshire, men återfanns 2007 och är sedan 2008 långtidsutlånad till Scottish National Gallery i Edinburgh.
Lansdownemadonnan tros vara målad strax efter Buccleuchmadonnan av konstnärer verksamma i Leonardos verkstad; tidvis har Sodoma uppgivits som upphovsman. Den har fått sitt namn efter John Petty, 2:a markis av Lansdowne, son till premiärministern William Petty, som ägde tavlan på 1800-talet. Den stora skillnaden mellan tavlorna är dess bakgrund där Buccleuchmadonnans sjölandskap har ersatts med ett bergslandskap i Lansdownemadonnan.